# Psittacanthus acevedoi
Psittacanthus acevedoi är en tvåhjärtbladig växtart som beskrevs av Kuijt. Psittacanthus acevedoi ingår i släktet Psittacanthus och familjen Loranthaceae. Inga underarter finns listade i Catalogue of Life.